# Ропуха Стелцнера
Ропуха Стелцнера (Melanophryniscus stelzneri) — вид отруйних земноводних з роду Чорна ропуха родини Ропухові. Має 3 підвиди.

## Опис
Загальна довжина досягає 2—3,5 см інколи 4 см. Спостерігається статевий диморфізм: самиці дещо більші за самців. Основний фон спини матово-чорний з жовтими плямами, долоні і ступні червоні. Іноді посередині спини тягнеться червона смуга. Черево жовтого кольору.

## Спосіб життя
Полюбляє порослі чагарниками піщані дюни, луки зі скельними виходами, рисові плантації. Зустрічається на висоті від 900 до 1750 м над рівнем моря. Представники цього виду не переносять високих температур при великій вологості повітря, що шкодить їх дуже чутливій оксамитовій шкірі. Активна вдень. Живиться мухами, осами, павуками.
Як захист використовує отруту, що виділяють спеціальні залози. Отруйність цієї ропухи дорувніє отруті дереволазів.
У період розмноження дуже швидка і рухлива, бігає, плаває, лазить, але не стрибає. У період спарювання обидві статі видають крик з двох дзвінких тонів: одного — начебто дзвіночка і наступної за ними низької трелі. Яйця відкладаються в дрібні дощові калюжі, і через 24 години з них вже виводяться личинки.

## Розповсюдження
Мешкає переважно в Аргентині, інколи зустрічається у Болівії, Парагваї, вкрай рідко — у Бразилії.

## Підвиди
- Melanophryniscus stelzneri stelzneri
- Melanophryniscus stelzneri spegazzinii
- Melanophryniscus stelzneri (цей підвиди не визначено, він зустрічається лише у провінції Буенос-Айрес.